# جنگل رومینکا
جنگل رومینکا (به لاتین: Romincka Forest) یک جنگل در روسیه است.